# Desiree van Lunteren
Desiree van Lunteren (Almere, 30 dicembre 1992) è una calciatrice olandese, centrocampista dell'AZ Alkmaar.
Giocatrice duttile, capace di ricoprire ruoli sia a centrocampo che come terzino destro, ha giocato nel campionato olandese per la prima parte della carriera, conquistando tre titoli di campione dei Paesi Bassi e 4 Coppe nazionali con due diverse squadre, AZ Alkmaar e Ajax, prima di trasferirsi al Friburgo giocando nel campionato tedesco. Ha, inoltre, vestito la maglia della nazionale olandese in 84 partite, conquistando il titolo di campione d'Europa nel 2017 e quello di vicecampione del mondo nel 2019.

## Carriera

### Nazionale
van Lunteren viene convocata dalla federazione calcistica dei Paesi Bassi (KNVB) nel 2008 per vestire le maglie delle formazioni Under-17 e Under-19, quest'ultima impegnata alle qualificazioni all'Europeo di Bielorussia 2009. Fa il suo debutto con la maglia delle Oranje U-19 il 27 settembre 2008, in occasione del secondo incontro del primo turno nel gruppo 4, dove la sua nazionale supera per 7-0 le pari età di Cipro. Superato il turno al secondo posto dietro la Spagna, la squadra, inserita nel gruppo 5, con una vittoria, 8-0 sulla Romania, un pareggio, 1-1 con l'Italia, e una sconfitta, 7-3 con la Svizzera, non riesce ad accedere alla fase finale. van Lunteren, non impiegata in questa seconda fase di qualificazione, inizia ad essere convocata con regolarità nei due successivi impegni UEFA della Under-19.
Gioca nella prima fase di qualificazione all'Europeo di Macedonia 2010, raggiungendo le compagne dopo la qualificazione della sua nazionale alla fase finale e giocando tutti i quattro incontri che vedono la squadra raggiungere le semifinali; apre le marcature negli incontri vinti, entrambi per 2-0, con Francia e Spagna nella fase a gironi ed è tra le rigoriste designate nella semifinale con l'Inghilterra terminata sullo 0-0 ai tempi regolamentari, siglando il suo tiro dal dischetto, ininfluente per l'errore di Siri Worm. Nel successivo Europeo di Italia 2011 gioca tutti i sei incontri della fase di qualificazione e, ottenuto nuovamente l'accesso alla fase finale, i tre del girone B dove con due sconfitte e un pareggio le Oranje sono eliminate già alla fase a gironi. Questa fu anche la sua ultima presenza in Under-19.
Di un anno più tardi è la chiamata in nazionale maggiore, inserita in rosa dal Commissario tecnico Roger Reijners con la squadra impegnata nell'amichevole con la Francia del 15 febbraio 2012, persa per 2-1, e dove debutta rilevando al 66' Anouk Hoogendijk. Inserita in rosa anche per l'edizione 2012 della Cyprus Cup, durante il torneo viene impiegata in due occasioni e condivide con le compagne il percorso che, vincendo ai tiri di rigore la finalina con le avversarie della Nuova Zelanda, vede la propria nazionale raggiungere un modesto settimo posto.
Tra il 2012 e il 2013 Reijners la convoca solo sporadicamente e in incontri non ufficiali, e sebbene decida di inserirla nella lista delle giocatrici per l'Europeo di Svezia annunciata il 30 giugno 2013 van Lunteren non viene mai impiegata nei tre incontri della fase finale, dove la sua nazionale, inserita nel gruppo B, dopo un'incoraggiante pareggio a reti inviolate con la Germania perde le successive due partite, entrambe per 1-0, con Norvegia e Islanda venendo eliminata dal torneo già alla fase a gironi.
Dopo i campionati europei inizia ad essere convocata con maggiore regolarità, con Reijners che la chiama per le edizioni 2014 e 2015 della Cyprus Cup e per le qualificazioni al Mondiale di Canada 2015. In questa fase le Oranje giungono seconde dietro alla Norvegia nel gruppo 5 della zona UEFA, accedendo come migliore seconda ai play-off che determineranno l'ultima delle otto squadre che affronteranno la fase finale. Qui i Paesi Bassi superano in semifinale la Scozia, 2-1 all'andata e 2-0 al ritorno, aggiudicandosi infine l'accesso al loro primo mondiale grazie alla vittoria per 2-1 in trasferta nella finale di ritorno con le avversarie dell'Italia dopo che l'andata era terminata sull'1-1.
Inserita nella lista delle 23 calciatrici convocate da Reijners per Canada 2015 diramata dalla federazione olandese il 10 maggio 2015, van Lunteren scende in campo in tutti i quattro incontri disputati dalla sua nazionale, nei tre del gruppo A dove vince per 1-0 con la Nuova Zelanda, perde 1-0 con la Cina e pareggia 1-1 con il Canada e, ottenuto il passaggio del turno come tra le migliori terze, negli ottavi di finale viene superata dal Giappone, poi finalista, per 2-1 eliminandola dal torneo.
Con la fine del Mondiale arriva il cambio di panchina sulla nazionale, affidata prima ad interim e poi, terminata anche l'esperienza con Arjan van der Laan, in modo definitivo a Sarina Wiegman, designata come CT per l'Europeo casalingo del 2017. Tra il 2016 e il 2017 van Lunteren, oltre ad essere impiegata durante l'Algarve Cup 2017, per lei due presenze partendo dalla panchina con la nazionale che raggiunge il quinto posto, gioca numerose amichevoli prima dell'inizio del torneo UEFA, venendo inserita da Wiegman nella lista delle 23 calciatrici convocate annunciata il 14 giugno 2017. Scende in campo in cinque dei sei incontri disputati dalla sua nazionale, saltando solo il terzo della fase a gironi (vittoria 2-1 con il Belgio), condividendo con le compagne il percorso che vedono i Paesi Bassi superare al primo posto il gruppo A, e vincere le successive partite, 2-0 sulla Svezia ai quarti di finale, 3-0 sull'Inghilterra in semifinale, dove van Lunteren rimedia un cartellino giallo, arrivando così alla finale che vede le Oranje superare per 4-2 la Danimarca aggiudicandosi così il trofeo per la prima volta nella sua storia sportiva.
Nei due anni seguenti Wiegman continua a convocarla con continuità; oltre a una serie di amichevoli la inserisce in rosa con la squadra che partecipa all'Algarve Cup 2018, dove gioca tutti i tre incontri esclusa la finale per il primo posto con la Svezia, cancellata a causa della pioggia torrenziale ma assegnata ex aequo a entrambe, e nell'edizione successiva, dove scende in campo in tre dei quattro incontri disputati e la sua nazionale offre una prestazione deludente vincendo solo, ai rigori, la finalina per l'undicesimo posto con la Cina. Disputa cinque degli otto incontri in programma per le qualificazioni al Mondiale di Francia 2019 dove i Paesi Bassi, inseriti nel gruppo 3 della zona UEFA, si classificano al secondo posto dietro alla Norvegia dovendo quindi conquistare l'ultimo posto disponibile ai play-off. van Lunteren gioca tutti gli incontri della sua nazionale di questa fase, superando prima la Danimarca, 2-0 all'andata e 2-1 al ritorno, e poi la Svizzera, rispettivamente 3-0 e 1-1, conquistando così l'accesso alla fase finale del torneo per la terza edizione consecutiva. Durante il Mondiale i Paesi Bassi, sorteggiati nel girone E assieme a Canada, Camerun e Nuova Zelanda, vincono tutte e tre le partite del girone, qualificandosi per la fase a eliminazione diretta come prima classificata. Negli ottavi di finale le olandesi hanno incontrato il Giappone nella riedizione della sfida degli ottavi del torneo 2015, ma in questa occasione hanno prevalso le olandesi per 2-1.

## Palmarès

### Club

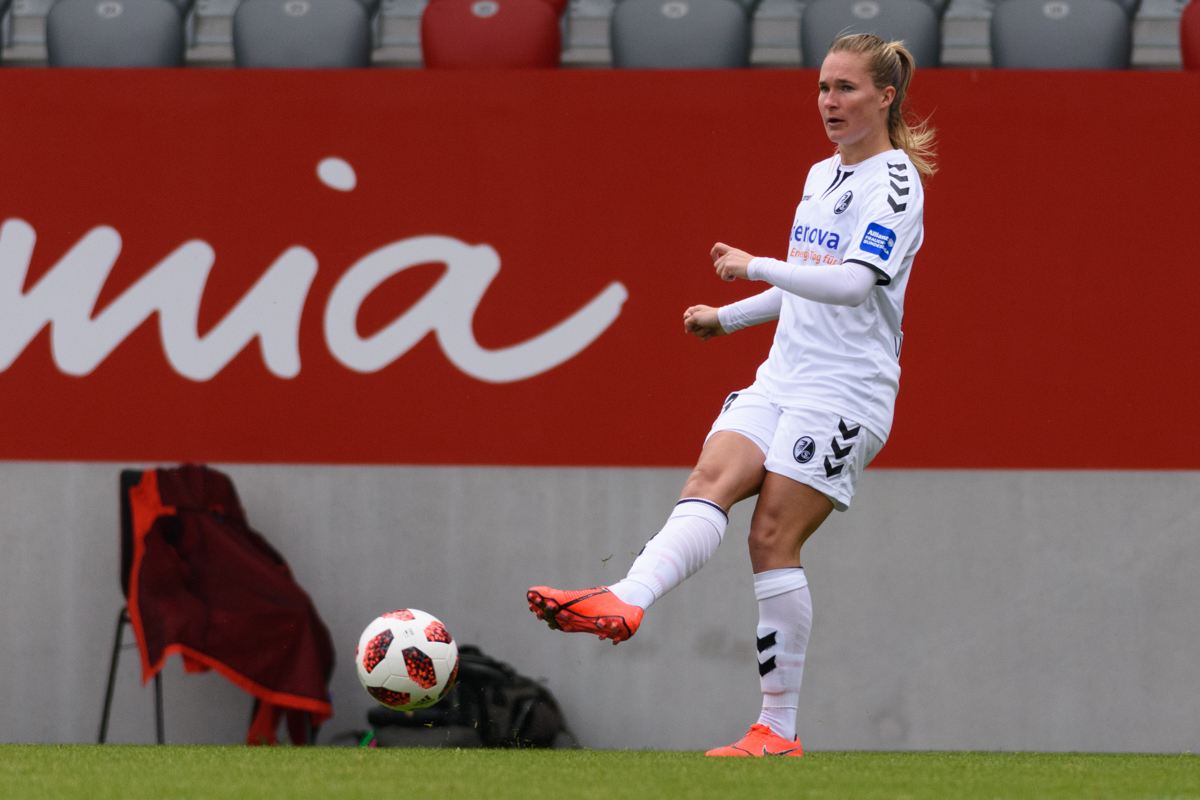
van Lunteren con la maglia del, maggio 2019.

- Campionato olandese: 3

AZ Alkmaar: 2009-2010
Ajax: 2016-2017, 2017-2018
- Coppa dei Paesi Bassi: 4

AZ Alkmaar: 2010-2011
Ajax: 2013-2014, 2016-2017, 2017-2018

### Nazionale
- Campionato d'Europa: 1

Paesi Bassi 2017
- Algarve Cup: 1

2018 (a pari merito con la Svezia)